# 柘植駅
柘植駅（つげえき）は、三重県伊賀市柘植町にある、西日本旅客鉄道（JR西日本）の駅である。

## 概要
三重県で最初に開業した駅であり、旧・伊賀町の代表駅であった。当駅の所属線である関西本線と、当駅を起点とする草津線との接続駅となっている。
1900年（明治33年）11月に発表された『鉄道唱歌』第5集関西参宮南海編（作詞：大和田建樹、作曲：多梅稚）では
と歌われている。なお、「トンネル」とは加太トンネル（関西本線）のことである。
当駅は近畿統括本部が管轄する。草津線についても三重県と滋賀県の県境付近にある境界標までの約1.4 kmの区間は近畿統括本部の管理である。大阪近郊区間の端の駅である。当駅の事務管コードは▲620806を使用している。

## 歴史

### 年表
- 1890年（明治23年）

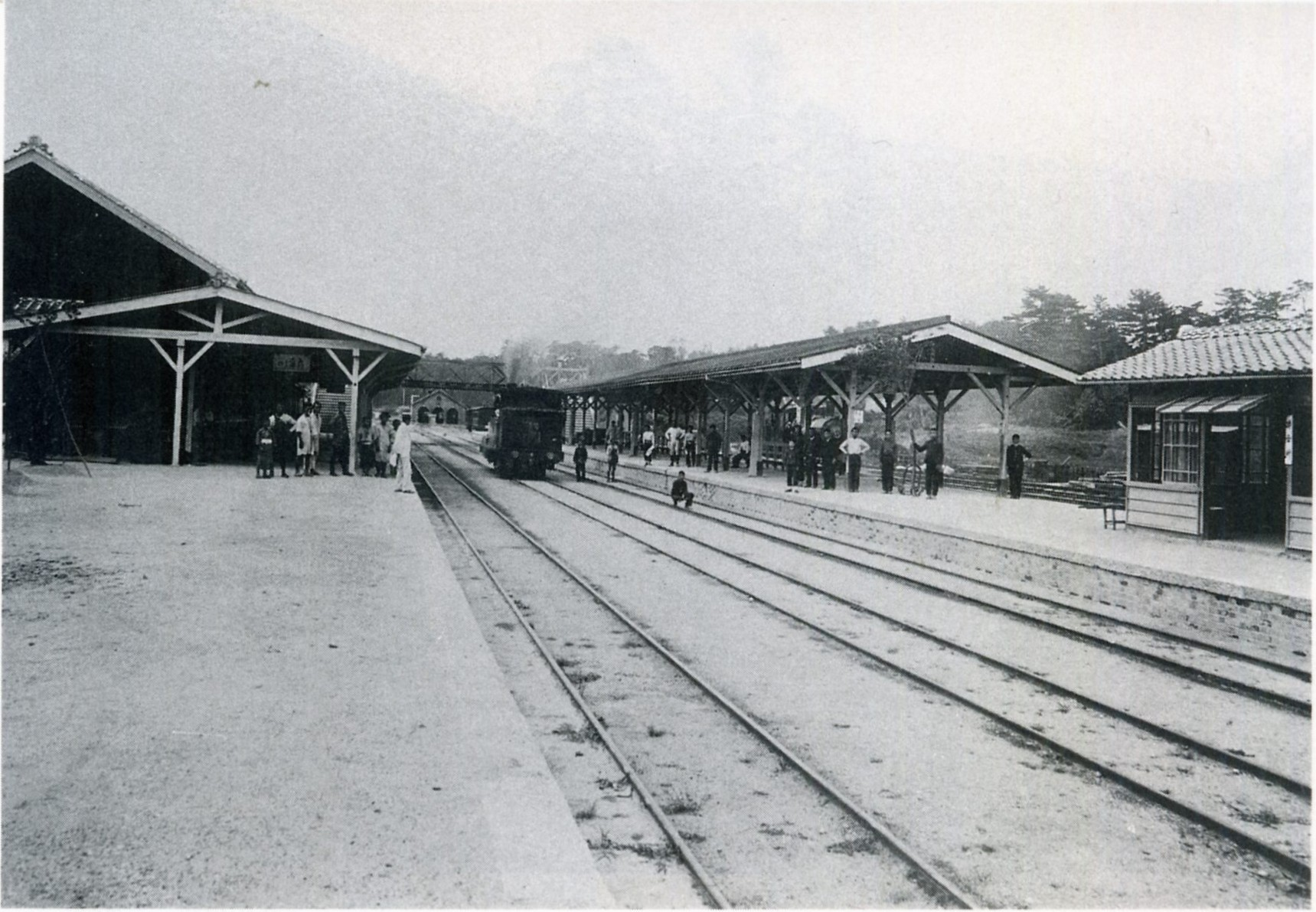
1898年(明治31年)頃・関西鉄道時代の柘植駅（現在の1番のりば側から）

  - 2月19日：関西鉄道の三雲駅 - 当駅間開通時に一般駅として開業[10][3]。
  - 12月25日：関西鉄道が四日市駅まで延伸[11][3][7]。
- 1897年（明治30年）1月15日：関西鉄道当駅 - 上野駅（現・伊賀上野駅）間の支線が開業。
- 1907年（明治40年）10月1日：関西鉄道が国有化[3]。官営鉄道の駅となる。
- 1909年（明治42年）10月12日：線路名称制定により、四日市方面および上野方面が関西本線、三雲方面が草津線となる[12]。
- 1972年（昭和47年）4月1日：貨物営業廃止（旅客駅となる）[7]。
- 1984年（昭和59年）2月1日：荷物扱い廃止[7]。
- 1987年（昭和62年）4月1日：国鉄分割民営化により、西日本旅客鉄道の駅となる[3]。
- 2018年（平成30年）3月17日：草津線でICカード「ICOCA」の利用が可能となる[13]。
- 2021年（令和3年）
  - 3月13日：関西本線でICカード「ICOCA」の利用が可能となる[14]。
  - 7月1日：亀山鉄道部を廃止。乗務員区所はかめやま運転区に、車両基地は吹田総合車両所京都支所亀山派出所に、輸送指令は亀山指令所にそれぞれ改組。

## 駅構造
単式ホーム1面1線と島式ホーム1面2線、合計2面3線のホームを持つ地上駅で、関西本線は列車交換が可能である。駅舎は単式の1番のりば側にあり、島式の2・3番のりばへは駅の北側にある跨線橋で連絡している。跨線橋には「柘植のホント！かるた」ボードを掲げ、郷土の名所や松尾芭蕉などを紹介している。簡易委託駅であり、出札窓口は月曜 - 金曜の日中に営業する。
トイレは1番のりばの跨線橋階段横に設置されている。明治時代の建造でかつては男女共用であったが、近年改修されて男女別になった。

### のりば
| のりば | 路線     | 方向 | 行先               | 備考          |
| ------ | -------- | ---- | ------------------ | ------------- |
| 1      | 関西本線 | 下り | 伊賀上野・加茂方面 | 一部2番のりば |
| 2      | 関西本線 | 上り | 亀山方面           | 一部3番のりば |
| 3      | 草津線   | -    | 貴生川・草津方面   | 一部2番のりば |

付記事項
- かつては1番のりばと2番のりばの間に中線があった（※留置線として一部は存続）。なお、2番のりば・3番のりばと北側留置線には架線が張られているが、1番のりばには架線が張られていない。
- 当駅の運転取り扱い上はのりば案内表示と運転番線の呼称が逆となり、3番のりばが「1番線」、2番のりばが「2番線」、1番のりばは「4番線」となる（※撤去された中線は「3番線」だった）。草津線が先に開通したため、亀山方面と草津方面が直線的に敷かれており、JR難波方面が分岐するような形となっている。
- 亀山駅 - 加茂駅間の使用車両がキハ120形気動車に変更された時にホームが嵩上げされた。かつては改札口の上部やホームに反転フラップ式案内表示機が設置されていたが、急行「かすが」の廃止を機にすべて撤去された。
- 2・3番のりばには柘植乗務員乗継詰所があり、当駅の構内には柘植駅乗務員宿泊所を併設している。早朝および夜間に草津線を走行する電車の入換作業があるため、夜間から朝のラッシュ時間帯には、運転取り扱い社員がいる。
- 蒸気機関車が走っていた頃は、当駅 - 亀山駅間の「加太越」のための補機機関車がここで折り返していた。そのための給水塔や転車台があったが、今は撤去されている。なお、ホーム北側にはかつて貨物列車の組成用ヤードとして使われた側線が残っており、現在は草津線を走行する電車の留置線（夜間滞泊用）として使われる。
- 当駅と大阪駅の間が経路特定区間に指定されていた時期があり、この区間をまたがって乗車する場合は関西本線・城東線（現在の大阪環状線の東半分）経由で乗車しても距離が短い草津線・東海道本線経由で運賃を計算していた。

### 旧式施設
駅舎西側には、1890年（明治23年）の開業時に建てられた煉瓦積みの危険品庫（ランプ小屋）がある。駅舎は建物財産標が付いていないため建築年は不明。ホームの基礎はフランス積み煉瓦で、上屋は1890年1月と1919年（大正8年）12月付の建物財産標が付いた物が現存する。
蒸気機関車時代に使用されていた転車台が完全な形で残っているが、雑草に覆われている。

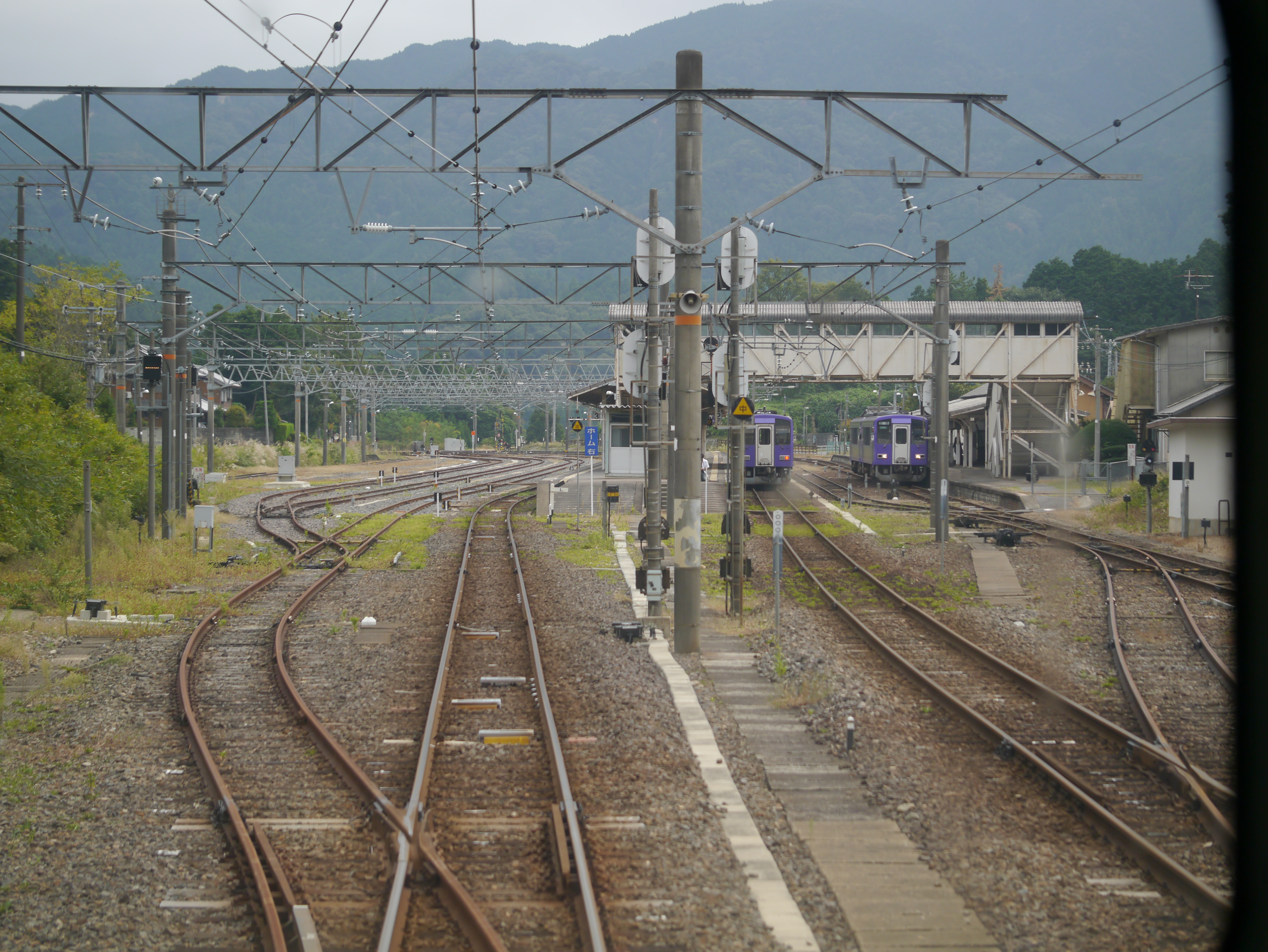
構内（2013年10月、草津線の列車内から）
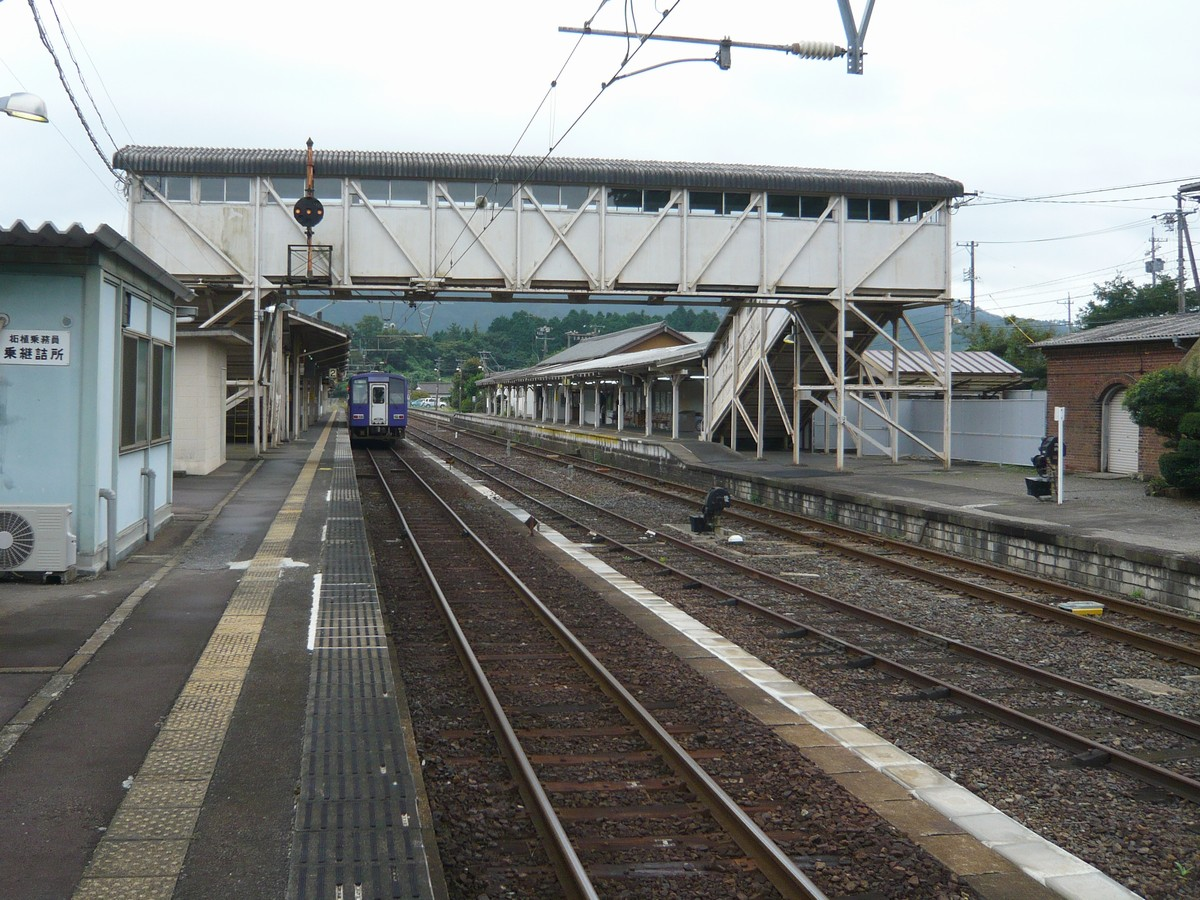
ホーム（2007年9月）
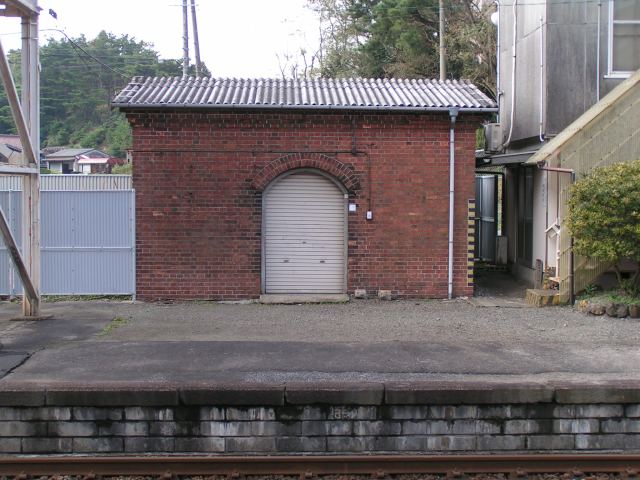
ランプ小屋（2005年10月）

## 利用状況
JR西日本の移動等円滑化取組報告書によれば、2023年度の1日当たりの利用者数は480人。「三重県統計書」によると、近年の1日平均乗車人員は以下の通り。この数字には各線の乗り換え客は含まれていない。
| 年度   | 1日平均 乗車人員 |
| ------ | ---------------- |
| 1997年 | 485              |
| 1998年 | 486              |
| 1999年 | 515              |
| 2000年 | 520              |
| 2001年 | 475              |
| 2002年 | 470              |
| 2003年 | 492              |
| 2004年 | 478              |
| 2005年 | 479              |
| 2006年 | 467              |
| 2007年 | 466              |
| 2008年 | 436              |
| 2009年 | 418              |
| 2010年 | 393              |
| 2011年 | 404              |
| 2012年 | 391              |
| 2013年 | 376              |
| 2014年 | 341              |
| 2015年 | 339              |
| 2016年 | 336              |
| 2017年 | 327              |
| 2018年 | 322              |
| 2019年 | 308              |
| 2020年 | 203              |
| 2021年 | 206              |
| 2022年 | 222              |
| 2023年 | 240              |

## 駅周辺

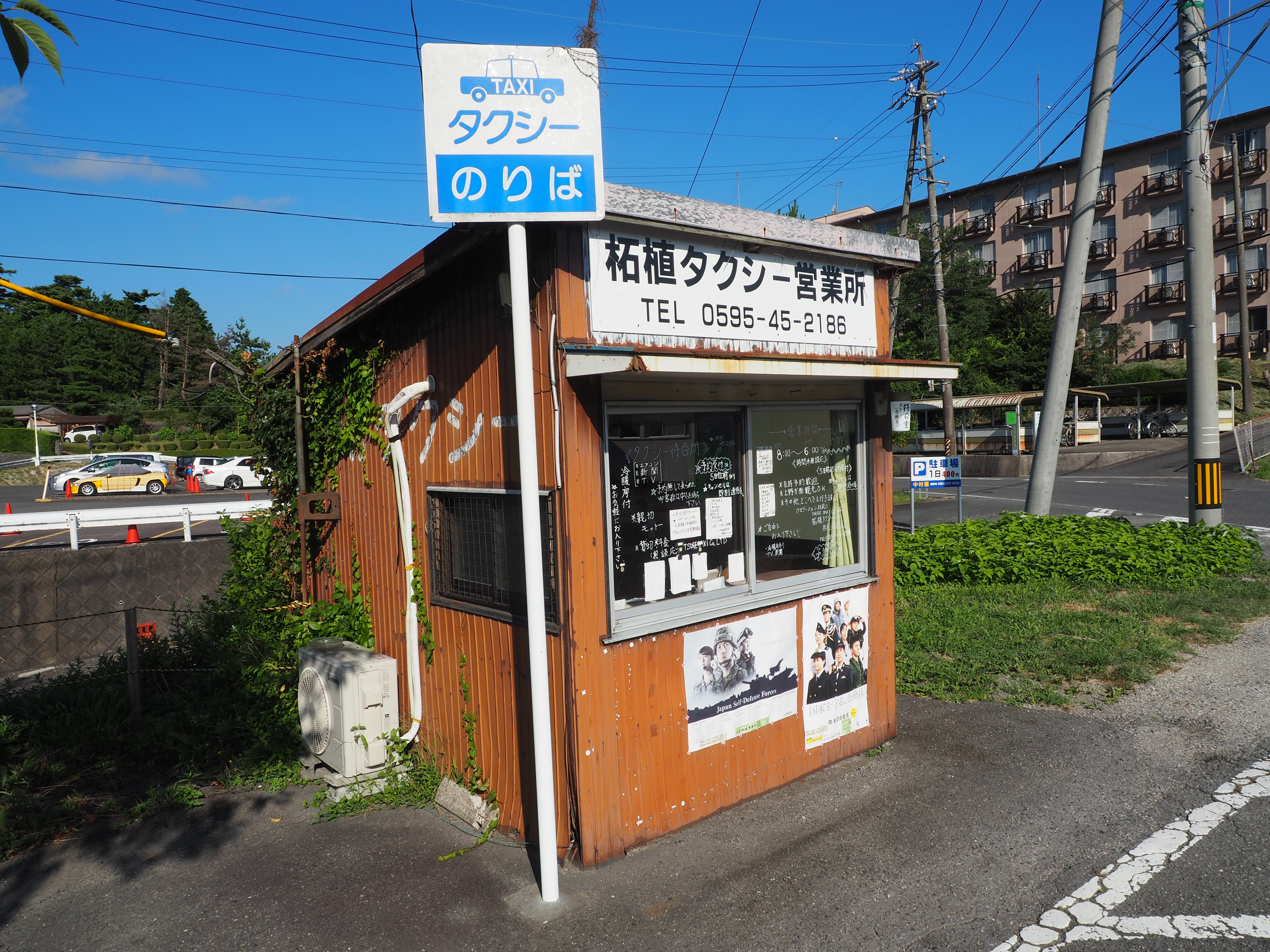
柘植タクシー営業所

大和街道沿いの市街地から北へ離れた立地であるため、駅周囲には市街地は形成されていない。かつて乗換駅として賑わっていた頃は駅前に旅館が軒を連ねていた。なお、名阪国道は当駅から南へ約850メートル離れた所を通り、それに沿うように国道25号が並行する。
- 中村屋[注釈 1]
- 柘植タクシー営業所
- トウペ三重工場[1]
- 伊藤精工柘植工場[20]
- 黒抗池
- 奥中山池
- 玉林寺
- 青葉台団地
- 伊賀市立柘植小学校
- 名阪国道
  - 伊賀IC
  - 伊賀SA（道の駅いが）
- 伊賀ドライブイン
- 国道25号
- 三重県道・滋賀県道50号伊賀信楽線
- 柘植川

## バス路線
駅前を通る三重・滋賀県道50号線上にいがまち行政サービス巡回車「柘植駅前」停留所があり、柘植・西柘植線（消防署東分署前 - 保健福祉センター）が乗り入れる（※平日のみ運行）。かつては三重交通の柘植本線（上野産業会館 行）が当停留所を発着していた。

## その他
- （ホーム上にある）上屋の下や跨線橋に忍者の人形やイラストがある[5][21]。なお、これらは伊賀流忍者博物館・伊賀上野城へのアクセス案内を兼ねており[5]、伊賀上野駅にも同様の案内がある（伊賀上野駅には人形は設置していない）。
- 2020年（令和2年）2月19日に開業130周年記念式典が当駅のホーム上で開かれ、沿線住民や鉄道OB会のメンバーら約60人が参加した[6]。この時に鉄道唱歌（先述）の合唱が行われ、当駅の開業130周年を祝う歌詞を含む歌唱も併せて披露している[注釈 3][22]。

## 隣の駅
西日本旅客鉄道（JR西日本）
 関西本線
加太駅 - 柘植駅 - 新堂駅
 草津線
柘植駅 - 油日駅